# Bodziszek cuchnący
Bodziszek cuchnący (Geranium robertianum L.) – gatunek rośliny z rodziny bodziszkowatych. Występuje w Europie, Azji i północnej Afryce. Jest pospolity na całym terenie Polski.

## Morfologia

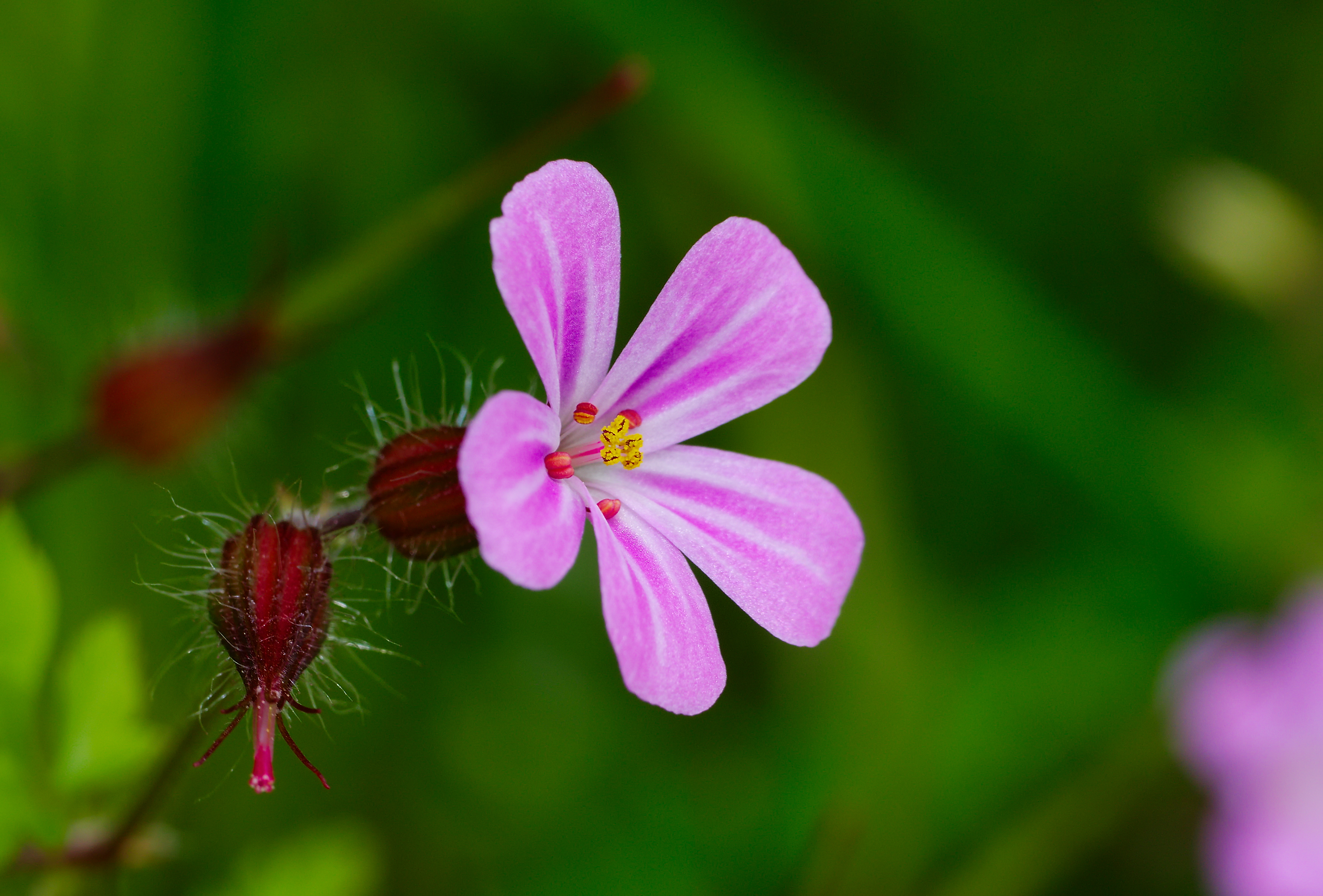
Kwiat

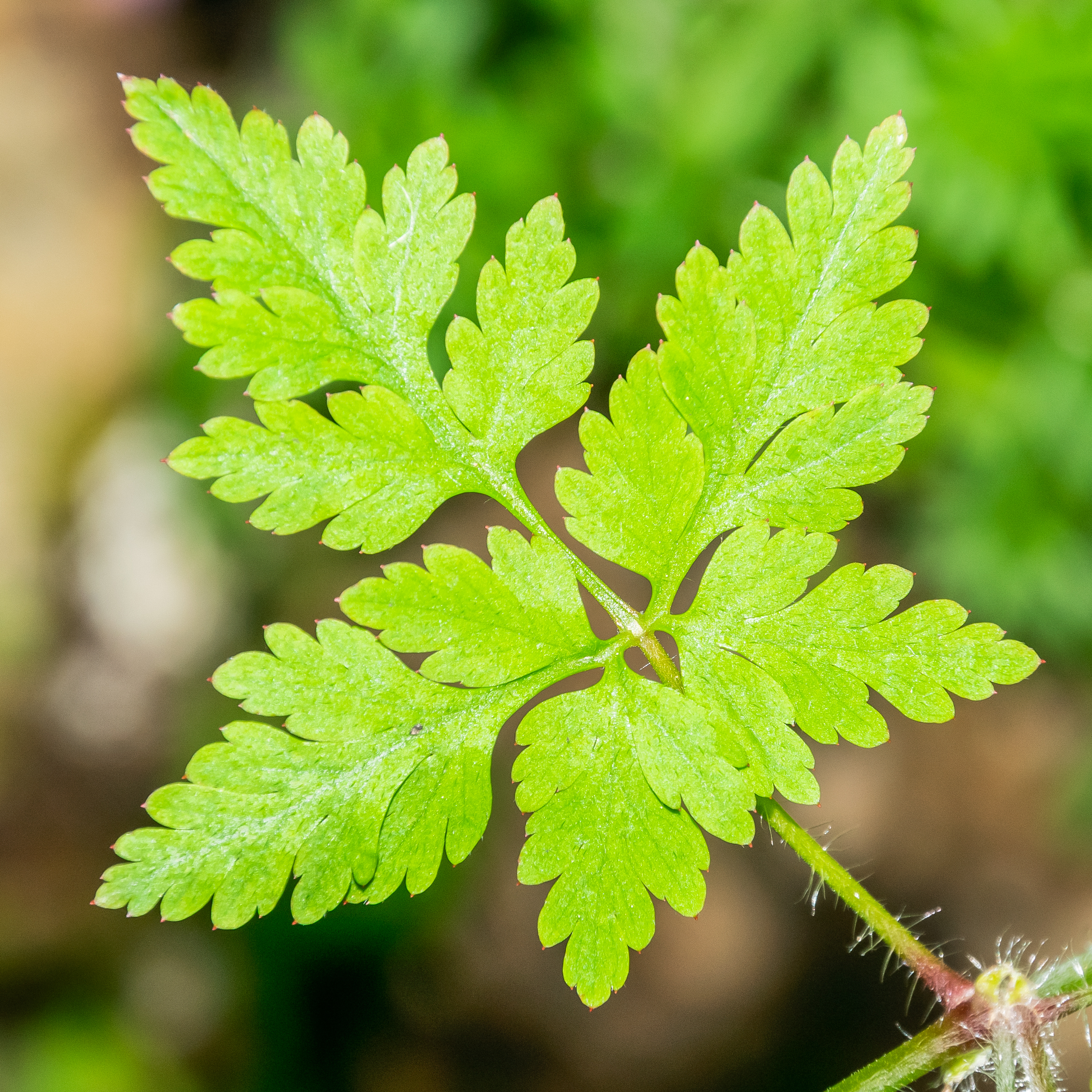
Liść

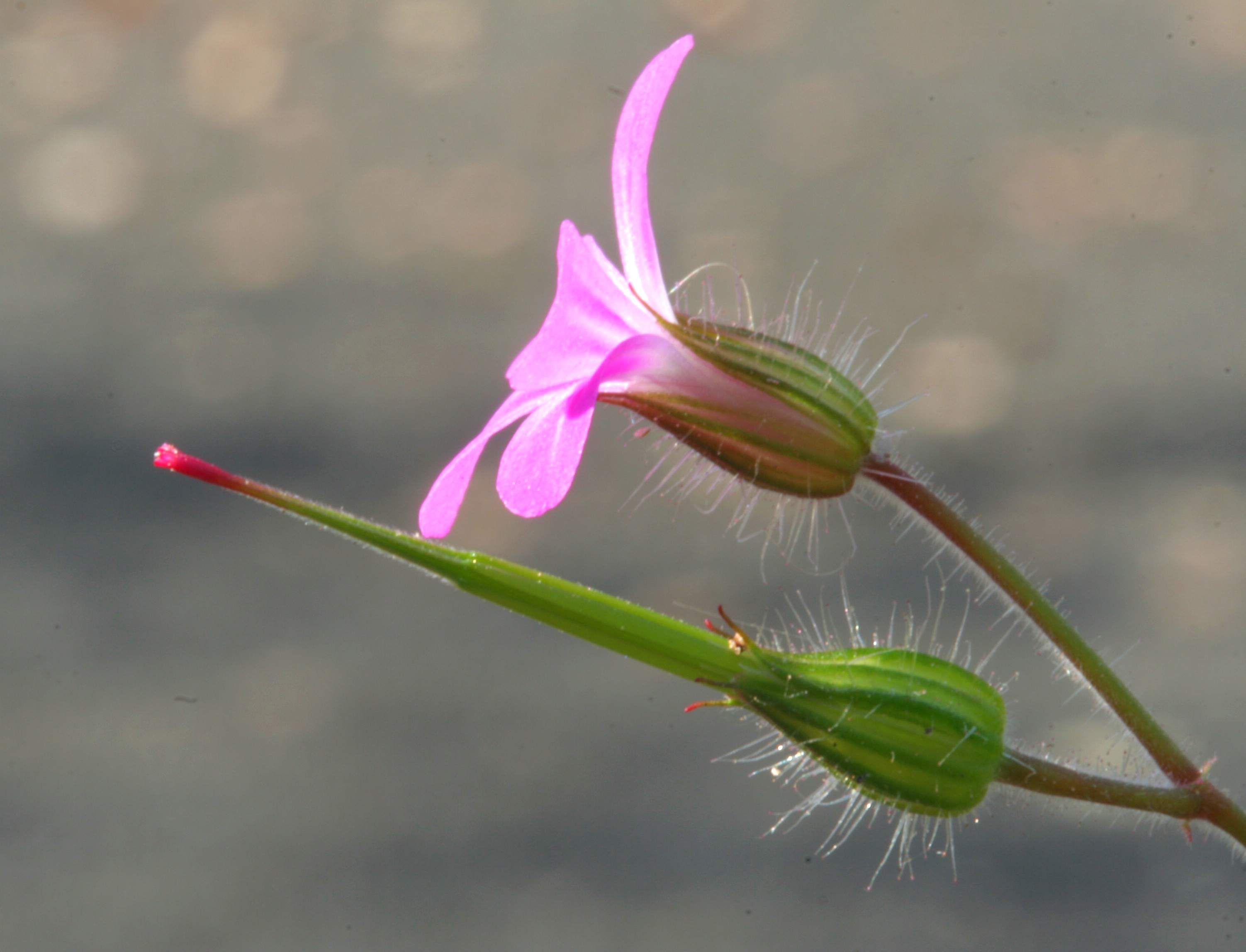
Kwiat i owoc

PokrójCała roślina osiąga wysokość 20–40 cm.
ŁodygaProsto wzniesiona lub pokładająca się, gęsto rozgałęziona, owłosiona i łamliwa. O różowawym odcieniu.
LiścieOdziomkowe szybko usychają. Łodygowe są długoogonkowe, ułożone naprzeciwlegle. Kształt blaszki liściowej w zarysie trójkątny, pierzastosieczny lub podwójnie pierzastosieczny.
KwiatyOsadzone na szypułkach po dwa w kącie liścia wspierającego. Kwiaty o średnicy około 1 cm. Działki kielicha o 3 nerwach są gruczołowato owłosione. Płatki korony karminoworóżowe, odwrotnie jajowate.
OwoceRozłupka, przeważnie gładka, czasem u podstawy owłosiona.

## Biologia i ekologia
Roślina jednoroczna lub dwuletnia, hemikryptofit. Występuje w zbiorowiskach leśnych od niżu po piętro subalpejskie, ale w niektórych częściach środkowej Europy sięga tylko po pogórze. Preferuje gleby bogate w azot, dlatego często spotykany na podłożu próchnicznym. Rośnie w lasach jesionowych, olchowych i wiązowych, także w zaroślach i na obrzeżach lasów. Pojawia się jako roślina ruderalna (torowiska kolejowe). W klasyfikacji zbiorowisk roślinnych gatunek charakterystyczny dla związku (All.) Alliarion, Ass. Epilobio-Geranietum robertiani.. Kwitnie od maja do września.

## Nazewnictwo
Bodziszek cuchnący to roślina o nieprzyjemnym zapachu, stąd też pochodzi jej polska nazwa. Inna nazwa potoczna tego gatunku to pychawiec.

## Zastosowanie
Dawniej stosowany w lecznictwie ludowym. Ziele rozgniatano i przykładano do ran i wrzodów. Odwar z ziela i korzeni służył do leczenia biegunki, czerwonki, hamowania krwotoków z nosa. Ziele najlepiej zbierać w okresie kwitnienia. W medycynie ludowej uważany jest za lek na bielactwo (przy długotrwałym stosowaniu).